# معاهدة إسطنبول (1913)
معاهدة القسطنطينية هي معاهدة وُقعت بين الدولة العثمانية ومملكة بلغاريا في 29 سبتمبر 1913 بعد حرب البلقان الثانية في العاصمة العثمانية القسطنطينية.

## الخلفية
في حرب البلقان الأولى هزم التحالف المكون من بلغاريا وصربيا واليونان والجبل الأسود العثمانيين الذين فقدوا ما يقرب من جميع ممتلكاتهم الأوروبية، باستثناء منطقة صغيرة حول بحر مرمرة بموجب معاهدة لندن. كان العثمانيون مع ذلك قادرين على استرداد تراقيا الشرقية خلال حرب البلقان الثانية. برغم انعقاد محادثات السلام بين بلغاريا وغيرها من الجيران في بوخارست، إلى أن الدولة العثمانية لم تكن ممثلة هناك وتم إجراء مفاوضات منفصلة أدت لتلك المعاهدة.

## المعاهدة
كانت شروط المعاهدة على النحة التالي:-
1. اعتراف بلغاريا بالمكاسب العثمانية في أدرنة وقرقلر ايلي وذيذيموتيخو والأراضي المحيطة بهم.
2. تنازل الدولة العثمانية عن ميناء دده أغاج (ألكسندروبولي حالياً) إلى بلغاريا.
3. إتمام تبادل الأراضي في غضون 10 أيام.
4. تسريح الجيوش الحدودية في غضون ثلاثة أسابيع.
5. إطلاق سراح أسرى الحرب من كلا الجانبين.
6. إعادة تأسيس علاقات سياسية واقتصادية بين البلدين.

## التبعات
كانت الدولة العثمانية وبلغاريا حلفاءاً في دول المركز في الحرب العالمية الأولى. خلال الحرب قررت الحكومة العثمانية التخلي عن ذيذيموتيخو
لصالح بلغاريا (ربما لإقناعها بالانضمام للحرب)، إلا أن القوى المركزية هُزمت عام 1918 و  فقدت بلغاريا كل من تراقيا الغربية وذيذيموتيخو لصالح اليونان.